# 麥維 (伊利諾伊州)
麥維（英語：McVey）是位於美國伊利諾伊州馬庫平縣的一個非建制地區。該地的面積和人口皆未知。

## 地理
麥維的座標為39°23′23″N 89°44′47″W / 39.38972°N 89.74639°W，而該地的平均海拔高度為198米（即650英尺）。